# 關電隧道電氣巴士
關電隧道電氣巴士（日语：／ Kanden Toneru Denki Basu */?）（英文譯法採用為：Kanden Tunnel Electric Bus）是日本立山黑部阿爾卑斯山脈路線一條的巴士路線，由關西電力公司（KEPCO）直接經營，經關電隧道連結長野縣大町市的扇澤站與富山縣中新川郡立山町的黑部水壩站。採用內置蓄電池的電動巴士行走，2019年4月隨立山黑部阿爾卑斯山脈路線重新運行時投入使用。於2018年11月30日前，全線是採用無軌電車方式行駛，全路段均裝設了架空電纜，現時全區間的電纜均己拆除，而在扇町總站也則加裝了充電支架，讓巴士停靠時，可以升高置於車頂上的充電架作充電。
過往，本線採用無軌電車時，在日本法規上屬於鐵路的一種，受《鐵道事業法》規管，駕駛者必須考獲「動力車操縱者運轉免許」及「第二種運轉免許」後才能駕駛，轉換為電動巴士，則只需考獲「第二種運轉免許」便可。

## 概要

### 電動巴士年代（2019-現在）
現時共有15輛電動巴士，編組為1000系列，數量與先前的無軌電車相同。車頂裝有可快速充電的集電装置，主電動機採用輸出較高300形無軌電車兩倍的三相同步電動機，最高速度暫定與300型同樣為50km/h。
新一代的超級電容巴士由日本五十鈴建造車身及底盤，電容系統則由德國的梅賽德斯平治車廠研發生產，部分是利用同廠的OC500RF型底盤作為系統設計參考，因此得來這款產品的成功，而控制系統方面則由五十鈴原廠生產。

### 無軌電車年代（1964-2018）
關電隧道無軌電車於黑部水壩竣工的翌年——1964年8月1日通車營業，於每年4月中旬開山至11月下浣中部山岳國立公園雪季封山前營運，採用600V直流電供電及電氣路牌閉塞方式行駛，中間設一座號誌站進行交會。電車從扇澤站出發後，整條路線幾乎是在關電隧道內行駛。該隧道原本是為運送黑部水壩（關電黑部第四發電所）的建築材料和設備而挖掘，當中經過施工困難的岩石破碎帶，於1958年貫通。除了現今觀光無軌電車之用外，該隧道也曾用作運輸建設黑部鐵道線的材料和設備。與阿爾卑斯山脈路線其他組成部份不同，關電無軌電車並非由關西電力的關係企業關電AMENIX（北阿爾卑斯交通）或黑部峽谷鐵道營運，而是由關電黒四管理事務所自社直營。無軌電車在2017年7月6日累計乘車人數達6000万人次。
由開業至2019年11月30日為止，共經歷三代的車款。最後一款（第三代），由1993年至1996年間引進，各車車齡已逾20年，備用零件漸漸短缺。由於路線位處國家公園內，關西電力考慮到成本費用及環保規例後，於2017決定更新車輛時改為使用技術日趨成熟的超級電容巴士。同時向國土交通省北陸信越運輸局提出「關電隧道無軌道電車」鐵道事業廢止的申請，並在2018年營運期間舉行各種告別紀念活動。2018年11月30日過後，營運超過50年的無軌電車正式畫上句點。
第三代的無軌電車是由日本三菱重工聯同東芝及瑞典斯堪尼亞車廠生產，產品是衍生至斯堪尼亞N113型底盤，由三菱設計底盤及前軸，東芝則負責電力裝置，而斯堪尼亞就負責設計尾軸及整架巴士的驅動系統。若大家細心看一看尾軸，可見軸心的尺寸比起普通三菱巴士大，所以斯堪尼亞就編這款巴士型號為N113ELB，而三菱一方則不編定型號。

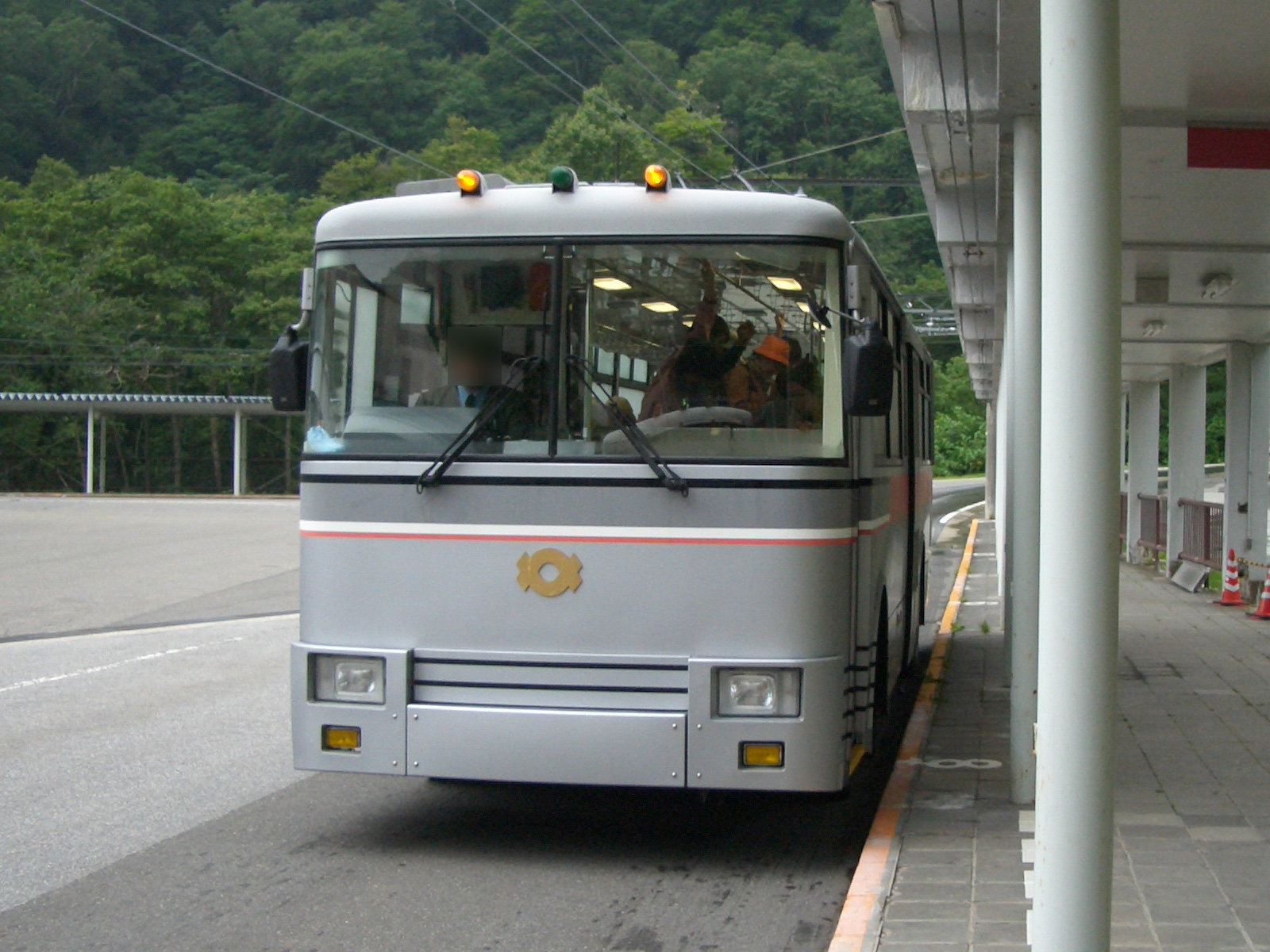
抵達扇澤站的300形無軌道電車
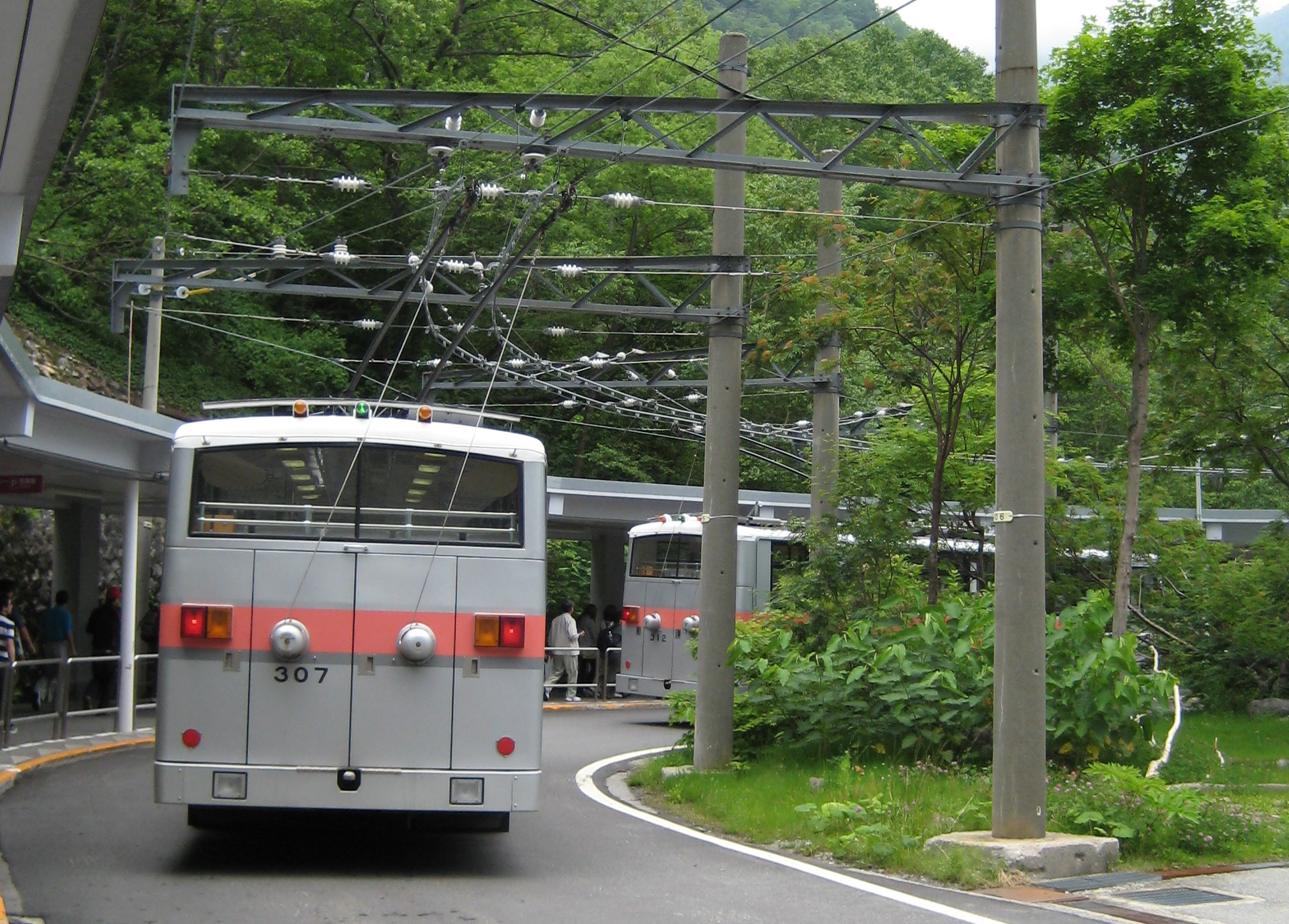
扇澤站內回送中的無軌道電車
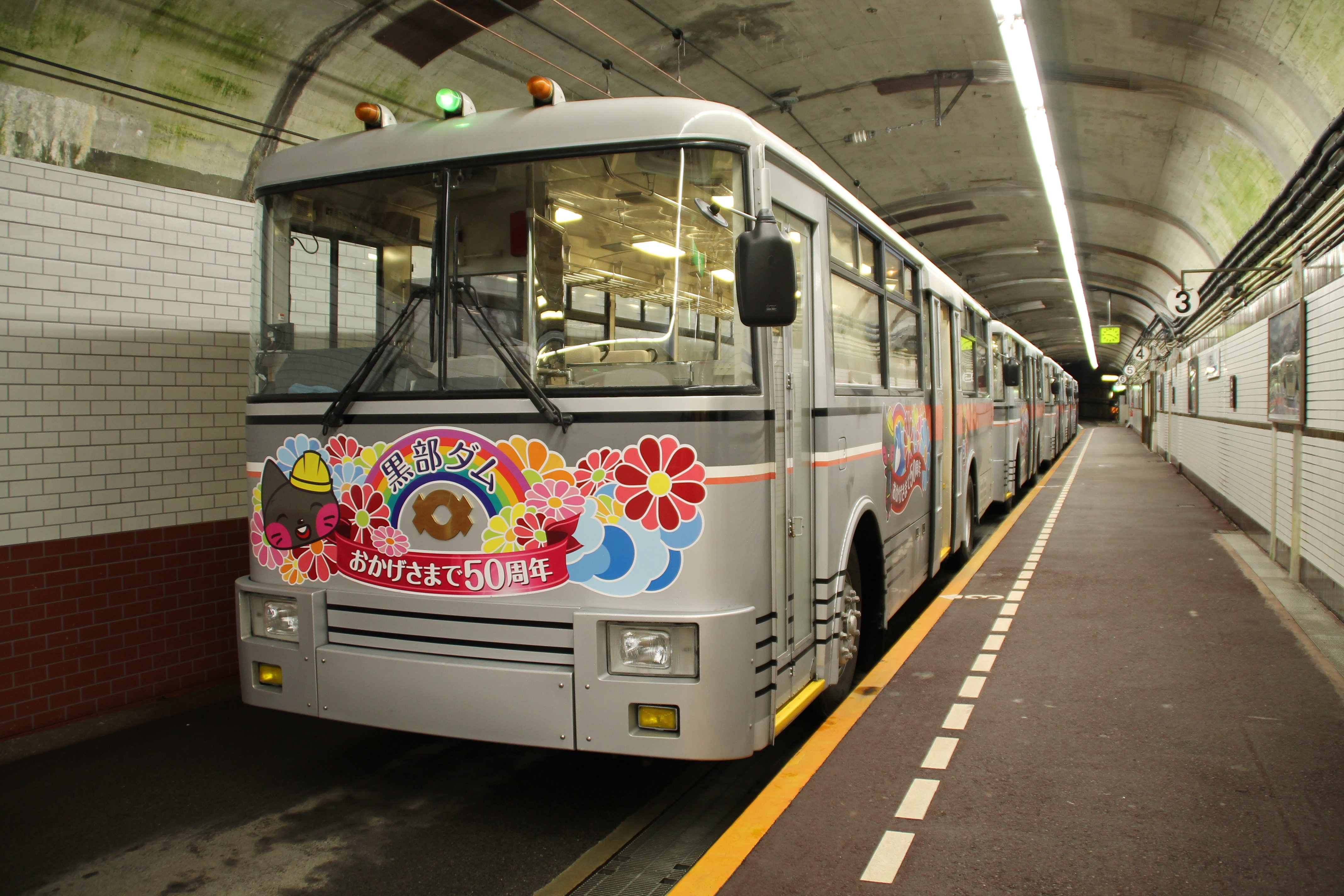
抵達黑部水庫站的300形無軌道電車

## 路線資料

### 運行形態
電動巴士全線為單線區間，全長6.1公里，全程需時16分。每年冬季（12月1日 - 翌年4月中旬）封山期間暫停營運。

### 車站一覧
| 站名            | 海拔    | 營業距離 | 接續路線                             | 所在地               |
| --------------- | ------- | -------- | ------------------------------------ | -------------------- |
| 扇澤站 （扇沢駅）     | 1,433 m | 0.0      | 路線巴士（往大糸線信濃大町站方面）   | 長野縣大町市         |
| 黑部大壩站 （黑部ダム駅） | 1,470 m | 6.1      | 黑部登山纜車（黑部湖站，徒步約15分） | 富山縣中新川郡立山町 |

## 關連條目
- 日本鐵路線列表
- 立山隧道无轨电车

## 外部連結
- 阿爾卑斯路線內的交通：各交通機關的說明 （页面存档备份，存于） （繁體中文）
- 黒部大壩官方網站 日本唯一以電力行駛的無軌電車 （页面存档备份，存于） （日語）
- 關電隧道無軌電車 （页面存档备份，存于） - 立山黑部阿爾卑斯路線 （日語）
- 陳威臣對關西電力無軌電車的遊覽介紹 （页面存档备份，存于） （繁體中文）